# 岸誠二
岸誠二（日语：／ Kishi Seiji）是一名日本動畫演出家、動畫導演。出身於滋賀縣高島市。
代表作包括系列、《魔法美少女》、《瀨戶的花嫁》、《天體戰士》、《Angel Beats!》、《槍彈辯駁系列》、《暗殺教室》、《結城友奈是勇者》、《月色真美》。

## 經歷
很小的時候就喜歡電影與漫畫。學生時代畫過漫畫。
之後自代代木動畫學院（代々木アニメーション学院）畢業，進入動畫公司亞細亞堂。後來加入了edgeware，在軟體開發部門開發動畫制作工具，以及制作遊戲動畫。在公司成立動畫事業部後開始以動畫導演身份活動。
現在是的代表，以及edgeware的非執行董事。

## 作風
- 經常與腳本家三井秀樹、上江洲誠，以及音響監督飯田里樹一起合作共事。

## 人物、軼事
- 出道作是在還沒有導演經驗的時候突然接手導演職位。
- 2018年起開始健身，該年8月13日岸誠二在其推特上貼出健身前後的照片及檢測數據，體脂肪率從半年前健身開始時的27%降至11%[1]。

## 導演作品

### 电视动画
- （2003年）※導演出道作
- （2004年）
- 仙境傳說（2004年）※總导演为李命進
- （2005年）
- （2005年－2006年）
- 魔法美少女（2006年）
- 银河天使2（2006年）
- 瀨戶的花嫁（2007年）
- 天体战士（2008年）
- 天體戰士（第2期）（2009年－，總导演）
- Angel Beats!（2010年）
- 神樣DOLLS（2011年）
- Persona4 the ANIMATION（2011年）
- 人類衰退之後（2012年）
- 惡魔倖存者2（2013年）
- 槍彈辯駁 希望學園與絕望高中生（2013年）
- 蒼藍鋼鐵戰艦（2013年）
- 濱虎（2014年，總导演）
- 雾熊s（2014年）
- 濱虎第二季（2014年）
- Persona4 the Golden ANIMATION（2014年，總导演）
- 結城友奈是勇者（2014年）
- 暗殺教室（2015年）
- 亂步奇譚 拉普拉斯的遊戲 (2015年)
- 暗殺教室第2季（2016年）
- 槍彈辯駁3 －The End of 希望峰學園－（2016年，總导演）
- 月色真美（2017年）
- 歡迎來到實力至上主義的教室（2017年）
- 結城友奈是勇者 第2季（2017年，總導演）
- 遊戲3人娘（2018年）
- Radiant 虛空魔境（2018年）
- 與汪汪喵喵同居的開心日常（2020年，兼任剧本统筹与全话剧本）
- 結城友奈是勇者 大满开之章（2021年）
- 歡迎來到實力至上主義的教室 2nd Season（2022年，總導演）
- 藍色管弦樂（2023年）

### 動畫電影
- AURA ～魔龙院光牙最后的战斗～（2013年）
- 劇場版 苍蓝钢铁战列舰 -ARS NOVA- DC（2015年）
- 劇場版 苍蓝钢铁战列舰 -ARS NOVA- Cadenza（2015年）
- 劇場版 暗殺教室 365日の時間（2016年）
- （2016年，总导演）
- 结城友奈是勇者 -鷲尾須美之章-（2017年，总导演）

### OVA
- 瀨戶的花嫁OVA仁（2008年）
- 瀨戶的花嫁OVA義（2009年）
- 幻想嘉年華（2011年）
- Fate/Prototype（2011年）
- Fate/Grand Carnival（2021年）

### 網路動畫
- 拳愿阿修罗（2019年，Netflix独占）

## 参与作品

### 電視動畫
- 行運超人（1994年－1995年）第32話動畫
- 小紅豆（1995年－1998年）動畫
- 小豬萬萬歲（1997年－1998年）動畫檢查
- 白色猎人（2002年）第10話演出
- 出雲戰記（2005年）第2話分鏡
- 守護甜心（2008年）第34話分鏡

### 动画电影
- （1994年）動畫 ※原定电影院上映，但是最后直接未上映直接商品化
- 大雄與夢幻三劍士（1994年）動畫
- PERSONA3 THE MOVIE ~ #1 Spring of Birth ~ （2013年）监制
- PERSONA3 THE MOVIE ~ #2 Midsummer Knight's Dream ~ （2014年）监制
- PERSONA3 THE MOVIE #3 Falling Down（2015年）监制
- PERSONA3 THE MOVIE #4 Winter of Rebirth（2016年）监制

### OVA
- 秘境探檢（1995年）動畫
- 王ドロボウJING in Seventh Heaven（2004年）Special Thanks

## 演出
- 並木法子（2005年、2010年）第38回、第166回來賓
- （2008年）第22盛來賓
- （2009年）扮演本人

## 外部連結
- Team TillDawn官方網站（日語）
- Team TillDawn官方Blog （页面存档备份，存于）（日語）
- Team TillDawn的X（前Twitter）
- 岸誠二的X（前Twitter）
- 岸誠二的介紹（日語）